# Talus (imię)
Talus – rzadkie imię męskie pochodzenia greckiego (Τάλως, 'Tálōs'), łac. Talus, którego patronem jest św. Talus, wspominany razem ze św. Trofimem, zm. w 308 roku.
Żeńskim odpowiednikiem jest Tala.
Talus imieniny obchodzi 11 marca.
Znane postaci o tym imieniu:
- Talos (olbrzym)
- Talos (syn Perdiks)

Zobacz też:
- Talus-Saint-Prix